# 9346 Фернандель
9346 Фернандель (9346 Fernandel) — астероїд головного поясу, відкритий 4 вересня 1991 року.
Тіссеранів параметр щодо Юпітера — 3,485.